# Heinrich Gotho
Heinrich Gotho (eigentlich Heinrich Gottesmann; * 3. Mai 1872 in Dolyna; † 28. August 1938 in Berlin) war ein österreichischer Schauspieler.

## Leben und Wirken
Heinrich Gottesmann stammte aus Galizien, das bis 1918 Teil Österreich-Ungarns war. Er war der zweite von drei Söhnen der jüdischen Eheleute Leib Gottesmann und Rachel, geb. Hart. Als Kind übersiedelte er mit seiner Familie nach Wien, wo sein Vater als Handelsagent tätig war. 1886 starb seine Mutter.
Gottesmann, dessen Interesse am Theater durch Auftritte in Kinderkomödien geweckt wurde, erhielt in Wien seine Gesangs- und Schauspielausbildung. Unter seinem Geburtsnamen begann er seine Bühnenlaufbahn 1890 in Leitmeritz. Nach einer bescheidenen Karriere in der Provinz in Troppau (1894/95), Laibach (1896/97) und Meran (1897/98) legte er sich in Reichenberg ab der Spielzeit 1899/1900 den Künstlernamen Heinrich Gotho zu. Weitere Bühnenstationen waren Bielitz (1901 bis 1903), Budweis (1903/04) und Abbazia (1905/06).
1907 gastierte Gotho mit dem Wiener Ensemble in fast allen großen deutschen Städten und führte dabei erstmals auch Regie. Danach spielte er 1908 in Eisleben und 1909 in Elberfeld. Der Höhepunkt seiner Karriere begann jedoch ab 1911 in Berlin, wo Gotho am Neuen Volkstheater auftrat.
In Berlin lernte Gotho auch Fritz Lang kennen, der ihn zum Film brachte. Gotho spielte kleinere Rollen in mehreren Filmklassikern Fritz Langs, so in den Mabuse-Filmen, Metropolis, Frau im Mond und M. Seine einzige Hauptrolle erhielt er in Ernő Metzners avantgardistischem Kurzfilm Polizeibericht Überfall. Im September 1933 wurde Gotho wegen seiner jüdischen Herkunft von den Nationalsozialisten aus dem Kulturleben ausgeschlossen. Dennoch holte ihn Harry Piel für Komparsenrollen in Ein Unsichtbarer geht durch die Stadt und Die Welt ohne Maske noch zweimal vor die Kamera.
1926 heiratete Heinrich Gotho die Buchhalterin und Verkäuferin Klara Heinicke, geb. Müller. Mit ihr lebte er in Berlin-Niederschöneweide, zuletzt im Kino Elysium. Im Juli 1938 wurde er pro forma aus der Reichsfilmkammer ausgeschlossen, in der ihm als Jude die Mitgliedschaft ohnehin verwehrt war. Wenige Wochen später starb Gotho im Jüdischen Krankenhaus Berlin und wurde auf dem Jüdischen Friedhof Weißensee bestattet.
Der Violinist, Bratschist und Dirigent Hugo Gottesmann (1896–1970) war ein Neffe Heinrich Gothos.

## Filmografie
- 1912: Die Mauritiusmarke
- 1922: Dr. Mabuse, der Spieler (2 Teile)
- 1922: Der blinde Passagier
- 1922: Phantom
- 1922: Der falsche Dimitry
- 1923: Ein Glas Wasser
- 1923: Die Prinzessin Suwarin
- 1923: Schatten
- 1924: Mensch gegen Mensch
- 1925: Der Herr ohne Wohnung
- 1925: Der Turm des Schweigens
- 1925: Die Großstadt der Zukunft
- 1926: Mit dem Auto ins Morgenland
- 1926: Metropolis
- 1927: Die drei Niemandskinder
- 1927: Wochenendzauber
- 1927: Grand Hotel …!
- 1927: Der Juxbaron
- 1927: Die raffinierteste Frau Berlins
- 1927: Die Liebe der Jeanne Ney
- 1927: Der fröhliche Weinberg
- 1928: Polizeibericht Überfall
- 1928: Moral
- 1928: Der Biberpelz
- 1928: Die Pflicht zu schweigen
- 1928: Ihr dunkler Punkt
- 1928: Der Ladenprinz
- 1928: Liebeskarneval
- 1928: Spione
- 1928: Die Heilige und ihr Narr
- 1928: Der Unüberwindliche
- 1928: Wolga-Wolga
- 1929: Was eine Frau im Frühling träumt
- 1929: Mein Herz ist eine Jazzband
- 1929: Die Siebzehnjährigen
- 1929: Das Schiff der verlorenen Menschen
- 1929: Kehre zurück! Alles vergeben!
- 1929: Ja, Ja, die Frau’n sind meine schwache Seite
- 1929: Die Halbwüchsigen
- 1929: Frau im Mond
- 1929: Wir halten fest und treu zusammen
- 1930: Liebe im Ring
- 1930: Menschen im Feuer
- 1930: Ruhiges Heim mit Küchenbenutzung
- 1930: Wenn Du noch eine Heimat hast
- 1930: Das Mädel aus U.S.A.
- 1930: Polizeispionin 77
- 1930: Klippen der Ehe
- 1930: Liebeskleeblatt
- 1930: Das Rheinlandmädel
- 1930: Der Tanz ins Glück
- 1931: Die Försterchristl
- 1931: Mary
- 1931: M
- 1931: Das Geheimnis der roten Katze
- 1932: Das Millionentestament
- 1932: Was sagt Onkel Emil dazu?
- 1933: Lachende Erben
- 1933: Achten Sie auf Meyer
- 1933: Das Testament des Dr. Mabuse
- 1933: Schüsse an der Grenze
- 1933: Ein Unsichtbarer geht durch die Stadt
- 1934: Die Welt ohne Maske